# Binago
Binago es una localidad y municipio italiano de la provincia de Como, región de la Lombardía, con 4.249 habitantes.

## Evolución demográfica
| Gráfica de evolución demográfica de Binago entre 1861 y 2001 |
|                                                              |
| Fuente ISTAT - elaboración gráfica de Wikipedia              |